# John Alfred Gotch
John Alfred Gotch, né le 28 septembre 1852 à Kettering où il est mort le 17 janvier 1942, est un architecte et historien de l'architecture britannique. 

## Biographie
Frère de Thomas Cooper Gotch, il étudie à la Kettering Grammar School (en) puis à l'Université de Zurich et au King's College de Londres. 
En 1879, il crée un cabinet d'architecture privé à Kettering, dans le Northamptonshire, qui devient le Gotch & Saunders lorsqu'il s'associe à Charles Saunders en 1887. Ils furent ensuite rejoints par Henry Ralph Surridge et ils prirent conjointement leur retraite en 1938. 
En plus de concevoir de nombreux bâtiments (en particulier pour la Midland Bank), Gotch s’intéresse particulièrement à l'architecture élisabéthaine et à l'architecture jacobéenne et devient un spécialiste reconnu par ses publications qui comprennent neuf ouvrages sur le sujet ainsi qu'un livre sur l'histoire du Royal Institute of British Architects (RIBA).  
Président de l'Architectural Association en 1886-1887, vice-président du RIBA de 1914 à 1919 et président de 1923 à 1925, vice-président de la Society of Antiquaries of London, membre fondateur de la Royal Fine Art Commission, administrateur du Sir John Soane's Museum et président de la Northamptonshire Association of Architects de 1911 à 1922, il reçoit en 1924 une maîtrise honorifique de l'Université d'Oxford et est nommé premier maire de charte de Kettering en 1938.

## Publications
- 1883 : A Complete Account, Illustrated by Measured Drawings, of the Buildings Erected in Northamptonshire, by Sir Thomas Tresham, Between the Years 1575 and 1605: Together with Many Particulars Concerning the Tresham Family and Their Home at Rushton
- 1894 : Architecture of the Renaissance in England (5 vol.)
- 1901 : Early renaissance architecture in England: a historical
- 1925 : Old English Houses
- 1925 : Growth of the English House, 1100-1800
- 1928 : Inigo Jones
- 1936 : The Old Halls & Manor-houses of Northamptonshire
- 1939 : Squires' Homes and Other Old Buildings of Northamptonshire